# Koš
Koš és un poble i municipi d'Eslovàquia que es troba a la regió de Trenčín. La primera menció escrita de la vila es remunta al 1367.

## Demografia
| Godina             | 1994 | 2004    | 2014    | 2024    |
| ------------------ | ---- | ------- | ------- | ------- |
| Nombre de persones | 802  | 900     | 1150    | 1005    |
| Diferència         |      | +12,21% | +27,77% | −12,60% |

| Godina             | 2023 | 2024   |
| ------------------ | ---- | ------ |
| Nombre de persones | 1024 | 1005   |
| Diferència         |      | −1,85% |